# 东河怪物
东河怪物（英文：East River Monster）又称曼哈顿怪物（英文：Manhattan monster）是指2012年7月22日在美国纽约州纽约市布鲁克林大桥发现的神秘动物尸体，发现者为尼斯·吉莉(DeniseGinley)。网站Gothamist在刊登的新闻中表示，东河怪物是一种类似蒙克托怪物的生物，可能是一只巨型老鼠。纽约市公园与游憩部表示这只是一只经烹饪处理却被丢弃的猪，但发现者吉莉并不赞同该说法，指出照片中的生物是五指而非蹄。康奈尔大学教授保罗·柯蒂斯（Paul Curtis）在检查照片后认为这是一只狗。